# 荒井屋
荒井屋（あらいや）は、神奈川県横浜市中区にある株式会社荒井屋が運営する牛鍋店である。

## 歴史
創業者の荒井庄兵衛は農家を継ぐのを嫌い、1895年（明治28年）に東京・板橋から横浜に移り、荒井屋を創業した。「開化のお味は路面電車のお値段で」のキャッチコピーで、牛めし・牛そばの価格を路面電車の運賃と同額の4銭の大衆価格とし、甘さを控えた醤油味で煮込んだ牛鍋をビヤ酒とともに楽しみ、その後に米飯を食べる流行を創り出した。二代目の登良吉は婿養子で、戸塚の農家の出身。1923年の関東大震災で店は倒壊したが、いち早く再建させた。大正末期から昭和の初めごろ、まだ電気が珍しく他店では炭火を使っていた頃にいち早く電気コンロを導入。夏場の来店客に涼んでもらおうと、モーターを使って庭に滝を出現させ人々を驚かせるなどアイデアマンぶりを発揮した。1945年5月29日、横浜大空襲により店は焼失。二代目女将は大岡川に飛び込み一命を取り留めたが、町内会長として避難誘導にあたった登良吉はそのまま行方知れずとなった。戦後はすいとん屋として店を開け、シベリアから復員した長男の精一が三代目として牛鍋を復活させた。

## 店舗
本店は伊勢佐木町4丁目の商店街と国道16号の間に位置し、市営地下鉄伊勢佐木長者町駅から徒歩5分、京浜急行日ノ出町駅から7分、JR根岸線関内駅からは8分ほど。現在の本店は2017年（平成29年）3月に創業120周年を記念して新築した建物で、本店のほか中区海岸通の万國橋店、神奈川区鶴屋町の「ARAIYA NEST」、そごう横浜店「ダイニングパーク横浜」（2021年6月25日開店）の計4店舗を有する。
近隣には、伊勢佐木町5丁目の「じゃのめや」（1893年 明治26年創業）、末吉町1丁目の「太田なわのれん」（1868年　明治元年創業）の牛鍋の老舗が所在する。

## 特徴
荒井屋では牛鍋とすき焼きの双方を提供している。すき焼きは割下を使った関東風である。